# Csémy Balázs
Csémy Balázs (Komárom, 1985. július 1. –) magyar színész.

## Élete
1985-ben született a felvidéki Komáromban, a Selye János Gimnáziumban érettségizett. 2003-2004 között a torontói York University hallgatója, filmes tanulmányok szakon. 2004-2005 között az Új Színház stúdiósa, majd 2005-2009 között a Színház- és Filmművészeti Egyetem hallgatója. 2009-2014 között a kecskeméti Katona József Színház tagja, majd 2014-től szabadúszó. 2014-2015 között a londoni Royal Academy of Dramatic Art tanulója.

## Fontosabb színházi szerepei
- William Shakespeare: Szentivánéji álom.... Demetrius
- Carlo Goldoni: Hebehurgya hölgyek.... Leonardo
- Anton Pavlovics Csehov: Három nővér.... Tuzenbach Nikolaj Lvovics (báró, főhadnagy)
- Fjodor Mihajlovics Dosztojevszkij - Richard Crane: Karamazov testvérek.... több szerep
- Arthur Miller: Pillantás a hídról.... Rodolpho
- Bertolt Brecht: Angliai Második Edward élete.... Mortimer
- Ljudmila Jevgenyjevna Ulickaja: Orosz lekvár.... Konsztantyin (Jelena férje)
- Agatha Christie: Az egérfogó.... Christopher Wren
- Csiky Gergely: Buborékok.... Rábay
- Heltai Jenő: Naftalin.... Laboda Péter
- Molnár Ferenc: Játék a kastélyban.... Ádám
- Forgách András - Szerb Antal: Holdvilág és utasa.... Ulpius Tamás
- Presser Gábor - Horváth Péter - Sztevanovity Dusán: A padlás.... Herceg
- Vajda Katalin: Anconai szerelmesek.... Luigi del Soro (vándormuzsikus)
- Gyöngyösi Levente - Mihail Afanaszjevics Bulgakov: A Mester és Margarita.... Konferanszié

## Filmszerepei
- Hacktion: Újratöltve (2013) - Árpád
- Tóth János (2017–2019) - Balázs
- Aurora Borealis – Északi fény (2017) - Karl
- Hunyadi (2025) - Vitéz János

## Díjai
- Vándorfesztivál - Legígéretesebb tehetség (2009)
- Vidor Fesztivál - Pantalone-díj (2010)
- Pék Matyi-díj (2010)
- Soós Imre-díj (2012)